# Evergestis merceti
Evergestis merceti ist ein Schmetterling aus der Familie der Crambiden (Crambidae).

## Merkmale
Die Falter erreichen eine Flügelspannweite von 29 bis 31 Millimeter. Die Vorderflügel haben eine weiße Grundfärbung und sind ockerfarben gezeichnet. Die Zeichnung besteht aus drei schmalen, sehr schräg verlaufenden, weißen wellenförmigen Querlinien, von denen die innere und die äußere Querlinie jeweils außen und innen bräunlich gerandet sind. Der Diskalfleck ist bräunlich und deutlich sichtbar. Der Flügelaußenrand ist mit ockerbraunen Mondflecken versehen. Die Fransenschuppen sind weiß und ockerfarben gescheckt, wobei die ockerfarbenen Zeichnungselemente eine dunkle Basis haben. Die Hinterflügel sind weiß und haben eine blasse äußere Querlinie und eine deutlichere, unterbrochene Außenlinie. Die Fransenschuppen sind weiß und schwach ockerfarben gescheckt. Die Vorderflügelunterseite ist ockerfarben überzogen. Andeutungsweise sind die Querlinien und ein dunkler Diskalfleck erkennbar. Die Fransenschuppen sind deutlich gescheckt. Die Hinterflügelunterseite ist fahler.
Bei den Männchen verjüngt sich der Uncus. Er ist sehr spärlich kurz behaart. Der sich verjüngende Gnathos ist trogförmig und mit einer Reihe von 14 kurzen Zähnen versehen. Die Valven sind nahezu parallelwandig und haben schräg abgerundete Spitzen. Das Klammerorgan (Clasper) besteht aus einigen unscheinbaren Haaren. Der distale Teil des Aedeagus ist 2,5 mal so breit wie an der Basis und besitzt zwei kurze Cornuti-Gruppen und paarige, bürstenartige Kissen.
Bei den Weibchen ist das Corpus bursae unregelmäßig birnenförmig und verjüngt sich zur Basis des Ductus bursae. Die Signa sind klein. Der Ductus bursae verjüngt sich allmählich und ist vor dem schwach sklerotisierten Colliculum fibrös.

## Verbreitung
Evergestis merceti ist in Spanien (Montarco) endemisch.

## Biologie
Die Präimaginalstadien (Ei, Raupe, Puppe) sind unbekannt. Die Nahrungspflanzen der Raupen gehören vermutlich zur Gattung Biscutella (Brillenschötchen). Man findet die Art in feuchten, offenen Hanglagen. Die Falter fliegen von September bis Oktober. Sie können am Tag leicht aufgescheucht werden und kommen ans Licht.

## Belege
1. 1 2 3 4 5  Barry Goater, Matthias Nuss, Wolfgang Speidel: Pyraloidea I (Crambidae, Acentropinae, Evergestinae, Heliothelinae, Schoenobiinae, Scopariinae). In: P. Huemer, O. Karsholt, L. Lyneborg (Hrsg.): Microlepidoptera of Europe. 1. Auflage. Band 4. Apollo Books, Stenstrup 2005, ISBN 87-88757-33-1, S. 77 (englisch).
2. ↑  Patrice Leraut: Zygaenids, Pyralids 1. In: Moths of Europe. 1. Auflage. Volume III. NAP Editions, 2012, ISBN 978-2-913688-15-5, S. 188 (englisch).